# 蓬托贝尔的下层植被

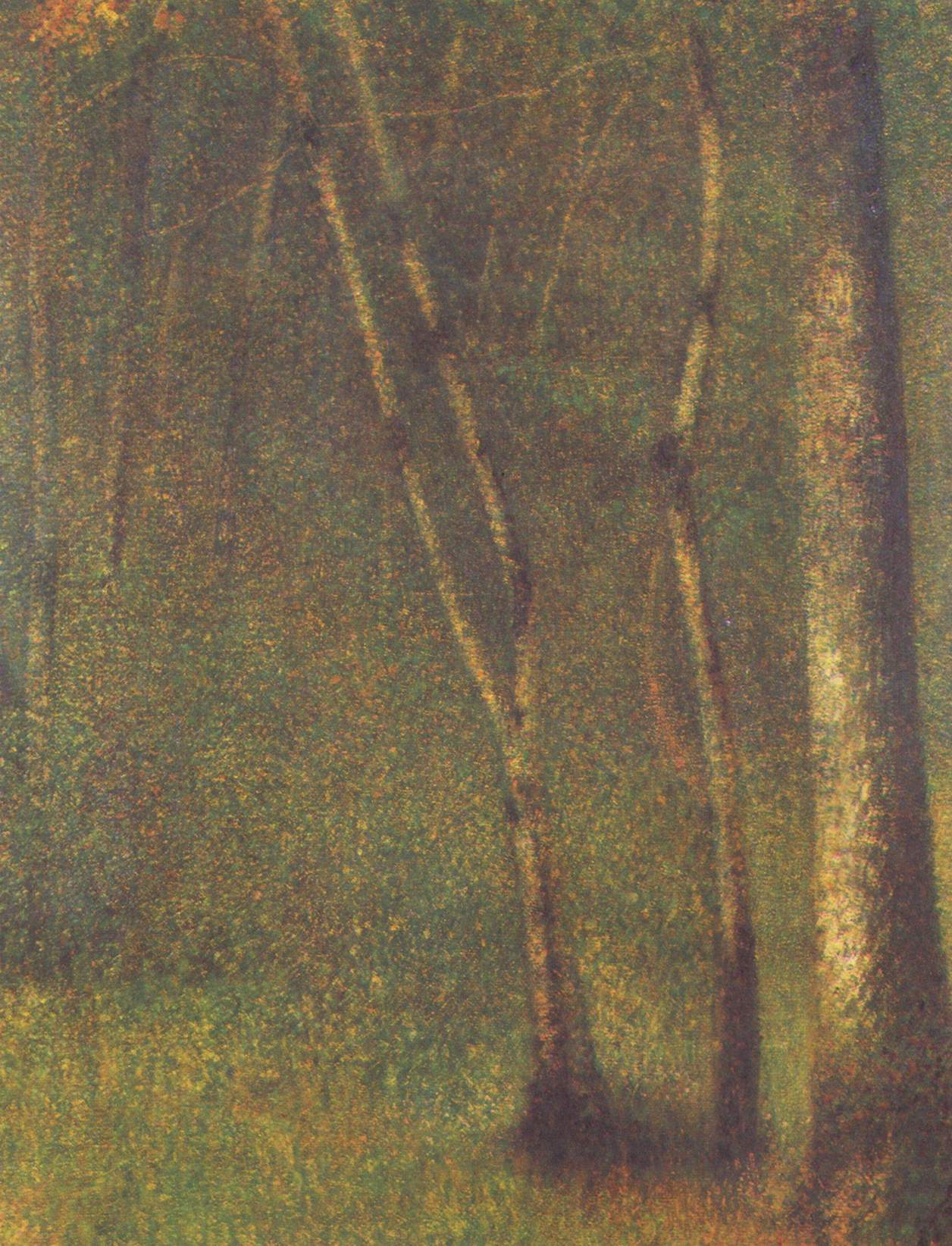

《蓬托贝尔的下层植被》（Sous-bois à Pontaubert）是法国画家乔治·修拉的一幅风景油画，画幅为78厘米乘63厘米，绘于1881-1882年。现藏于美国纽约的大都会艺术博物馆。 
这幅画是在艺术家在约讷省蓬托贝尔旅行时所绘。正如标题所示，描绘的主题是下层植被。